# Hedemora järnvägsstation
Hedemora station är en järnvägsstation i Hedemora, Dalarnas län.

## Historik
Stationen invigdes år 1880 i samband med att sträckan Krylbo-Säter startades för trafik på Södra Dalarnes Järnväg. År 1875 bildades Södra Dalarnes Järnvägsaktiebolag (SDJ) med kontor i Hedemora och med avsikt att sammankoppla den tidigare stambanan i Krylbo med Bergslagernas Järnvägar (BJ) i Borlänge.
Enligt Jernhusens register byggdes Hedemora stationshus 1937. Gamla foton som stationshuset är med på är dock daterade före 1937. Stationshuset är byggt som en rektangulär tegelbyggnad, men fasaden putsades senare och målades gul. Även fönster har flyttats och bytts ut. I samband med senare renoveringar har alla originaldetaljer bytts ut.  

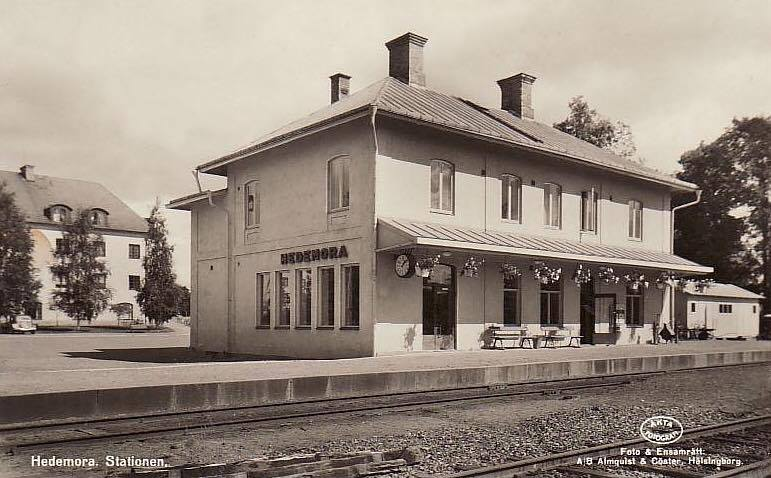
Hedemora järnvägsstation 1949

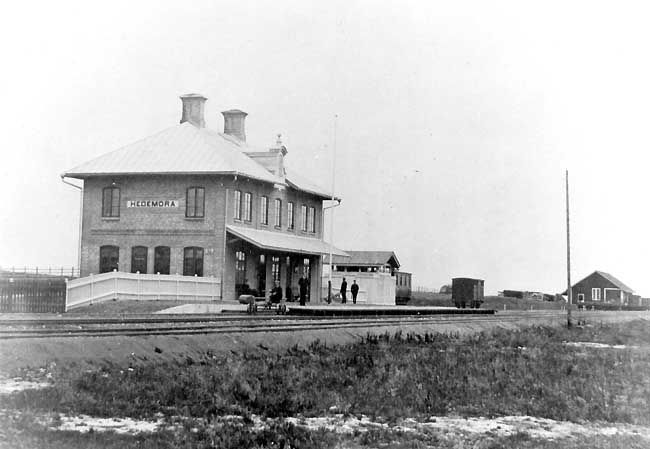
Hedemora järnvägsstation 1881

## Aktuellt
Hedemora station är en del av Dalabanan som sträcker sig mellan Avesta Krylbo och Borlänge. Hedemora station trafikeras av såväl SJ som Tåg i Bergslagen. Stationen ägdes av Jernhusen Stationer AB innan den köptes av Hedemora kommun. Därefter gjordes en renovering av stationshuset och även stationsområdet som invigdes våren 2013. Området blev kallat för Hedemora resecentrum när även utgångspunkten för busstrafiken förlades dit. Stationshuset inrymmer nu väntsal och Dalatrafiks bussgods. Den tidigare turistbyrån som låg i stationshuset flyttades till kommunens reception under våren 2015.